# بندیزه
بُندیزِه روستایی است از توابع شهرستان بروجرد در استان لرستان. این روستا در دهستان گودرزی در بخش اشترینان این شهرستان قرار دارد. بندیزه که در زبان لری سیلاخوری به آن بُنیزَه گفته می‌شود روستایی است بزرگ و آباد با باغ‌ها و زمین‌های کشاورزی و آب‌های روان دائمی. این منطقه از تفریحگاه‌های طبیعی شهرستان بروجرد به حساب می‌آید.

## جمعیت
بنابر سرشماری مرکز آمار ایران، جمعیت بن دیزه در سال ۱۳۸۵ برابر با ۱٬۰۷۴ نفر بوده‌است که از این میان ۵۵۳ نفر مرد و بقیه زن بوده‌اند. این روستا ۲۸۶ خانوار دارد.